# Edith Porada
Edith Porada (geboren am 22. August 1912 in Wien, Österreich-Ungarn; gestorben am 24. März 1994 in Honolulu) war eine österreichisch-US-amerikanische Altorientalistin und Vorderasiatische  Archäologin. Sie war eine führende Expertin für Rollsiegel und Glyptik.

## Leben
Edith Porada kam aus einer wohlhabenden Familie – sie war die Tochter des aus Krakau stammenden Großindustriellen Alfred Rapoport Edler von Porada (1876–1962), einem Nachkommen des Prager Oberrabbiners Salomo Juda Rapoport, und der Journalistin Käthe Magnus (Heirat 1911 in Berlin), einer wichtigen Protagonistin im Leben des Malers Max Beckmann – und wurde privat in Wien und auf dem Familiengut bei Mariazell erzogen. Sie ging auf das Privat-Mädchenlyzeum Luithlen in Wien (Abitur 1930) und studierte an der Universität Wien Orientalistik und Archäologie des Nahen Ostens. Zu ihren Lehrern gehörten der Kunsthistoriker Josef Strzygowski, der Ethnologe Robert Heine-Geldern und der Sumerologe Viktor Christian. 1935 wurde sie promoviert bei Wilhelm Czermak und Fritz Wilke über alt-akkadische Glyptik (Rollsiegel der Zeit von 2340 bis 2180 v. Chr. aus Berliner Museen). Auf Anraten von Leo Oppenheim studierte sie im Louvre Rollsiegel und wollte an den Ausgrabungen von Hetty Goldman in Tarsos teilnehmen, erhielt aber kein Visum für die Türkei. Nach dem „Anschluss Österreichs“ wurde die Situation für Juden gefährlich (ihr Vater war zwar evangelisch getauft, aber jüdischer Abstammung). 1938 floh sie mit ihrer Schwester über Frankreich nach New York, wo sie mit einem Forschungsstipendium der American Philosophical Society am Metropolitan Museum of Art Siegel von Assur-nasirpal II. aus der Sammlung von Luigi Palma di Cesnola studierte und assyrische Wandreliefs. 1944 wurde sie US-Staatsbürgerin und 1944/45 war sie am Metropolitan Museum of Art angestellt. 1947 veröffentlichte sie eine Monographie über die Rollsiegel der Pierpont Morgan Library und 1949 wurde sie Lecturer an der New York University.
Nachdem sie als Guggenheim Fellow im Iran war, wandte sie sich der Altorientalischen Kunstgeschichte zu und lehrte ab 1950 als Assistant Professor am Queens College in Brooklyn in der Fakultät für Kunstgeschichte. Die Leierspieler-Siegelgruppe aus dem 8. Jahrhundert v. Chr. behandelte sie 1956 erstmals ausführlich. 1958 ging sie auf Einladung von Rudolf Wittkower als Assistant Professor für Archäologie an die Columbia University, an der sie Seminare über Rollsiegel in der Pierpont Morgan Library durchführte, deren Ehren-Kurator für Rollsiegel und Keilschrifttafeln sie 1956 wurde. 1962 wurde sie Associate Professor und 1963 erhielt sie eine volle Professur an der Columbia University, ab 1973 als Arthur Lehman Professor. 1966 gründete sie an der Universität das Seminar für Archäologie des östlichen Mittelmeerraums, Osteuropa und den Nahen Osten. 1984 wurde sie emeritiert, blieb aber weiter in der Forschung und mit Seminaren bis 1993 aktiv (ihr letztes Seminar gab sie sogar zwei Studenten, die ihr nach Honolulu nachgereist waren, auf dem Sterbebett).
Ihr Hauptwerk ist das Corpus der altorientalischen Siegelsammlung der Pierpont-Morgan Library mit genauer photographischer Dokumentation. Die Siegel sind wichtige Quellen für die altmesopotamischen Kulturen. Porada untersuchte ihren Stil, die Ikonographie und die Aussagen, die daraus für das damalige soziale und kulturelle Umfeld getroffen werden konnten. Besonders interessierten sie die Darstellungen von Dämonen und Fabelwesen, was auch Titel einer ihr gewidmeten Festschrift war. Später wurde sie auch Expertin für den Alt-Iran, schrieb darüber ein Buch und untersuchte zum Beispiel die Reliefs in Persepolis. 1968 und 1970 bis 1973 leitete sie die Ausgrabungen der Universität im Nordosten Zyperns. Dabei entdeckte sie ein Bleigewicht, das die engen Handelsverbindungen von Zypern zu den griechischen Inseln in der späten Bronzezeit zeigte.
Sie lebte mit ihrem Vater und mit ihrer Freundin, der Gesellschaftsdame Adeline Hathaway „Happy“ Weekes Scully (gestorben 1979), zusammen.

## Ehrungen
Sie war Mitglied der American Philosophical Society, des Deutschen Archäologischen Instituts, der American Academy of Arts and Letters (1969), der American Academy of Arts and Sciences, der Österreichischen Akademie der Wissenschaften (1980) und der British Academy (1977).
1976 erhielt sie die Goldmedaille des Archäologischen Instituts von Amerika und 1988 die Cavalli d'oro di San Marco des Zentrums für Studien und Forschung über Orientalische Zivilisationen in Venedig. 1989 wurde sie Ehrendoktor der Columbia University. 1983 wurde aufgrund einer anonymen Spende von einer Million Dollar an der Columbia University eine nach ihr benannte Stiftungsprofessur für Kunst und Archäologie des Nahen Ostens eingerichtet.

## Schriften (Auswahl)
- mit Susan Hare: The Great King, King of Assyria: Assyrian Reliefs in the Metropolitan Museum of Art. The Metropolitan Museum of Art, New York 1945 (Museumskatalog).
- Mesopotamian Art in Cylinder Seals of the Pierpont Morgan Library. Morgan Library, New York 1947.
- Seal Impressions of Nuzi (= The Annual of the American Schools of Oriental Research. Band 24). 1947 (Digitalisat).
- mit Briggs Buchanan:  The Collection of the Pierpont Morgan Library. 2 Bände (= Corpus of Ancient Near Eastern Seals in North American Collections. Band 1), 1948.
- Alt-Iran: die Kunst in vorislamischer Zeit (= Kunst der Welt). Holle, Baden-Baden 1962; englische Ausgabe: The Art of Ancient Iran; Pre-Islamic Cultures. Crown Publishers, New York 1965.
- Tchoga Zanbil (Dur-Un-Tash) (= Mémoires de la Délegation Archéologique en Iran. Band 42). Paris 1970.
- Aspects of Elamite Art and Archaeology. In: Expedition. Band 13, 1971, S. 28–34.
- Iranische Kunst. In: Winfried Orthmann (Hrsg.): Der Alte Orient (= Propyläen Kunstgeschichte. Band 14.) Berlin 1975, S. 368–398 und Tafel 276–319.
- als Hrsg. Ancient Art in Seals: essays by Pierre Amiet, Nimet Ozgüc, and John Boardman. Princeton University Press, 1980.
- History of Art in Iran I. In: Ehsan Yarshater (Hrsg.): Encyclopaedia Iranica. Band II/5. London 1986, S. 549–565.
- Man and Images in the Ancient Near East. Moyer Bell, Wakefield, Rhode Island 1995.